# Thuyền thúng

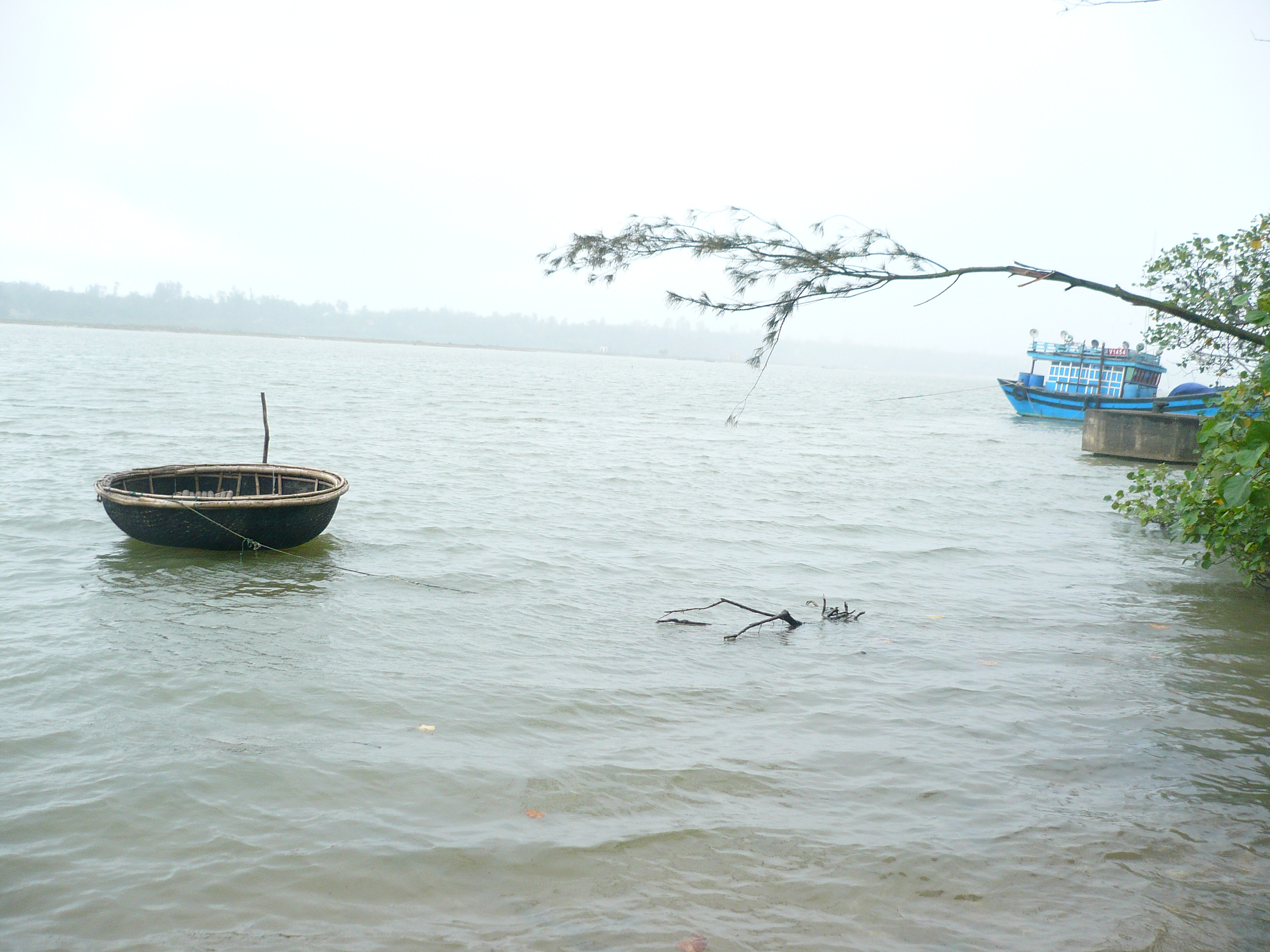
Một chiếc thuyền thúng trên sông

Thuyền thúng, còn gọi thúng chai, là một loại phương tiện giao thông thủy cấu tạo đơn giản, di chuyển bằng sức người với mái chèo, sử dụng rộng rãi ở các tỉnh ven biển miền Trung Việt Nam.

## Cấu tạo

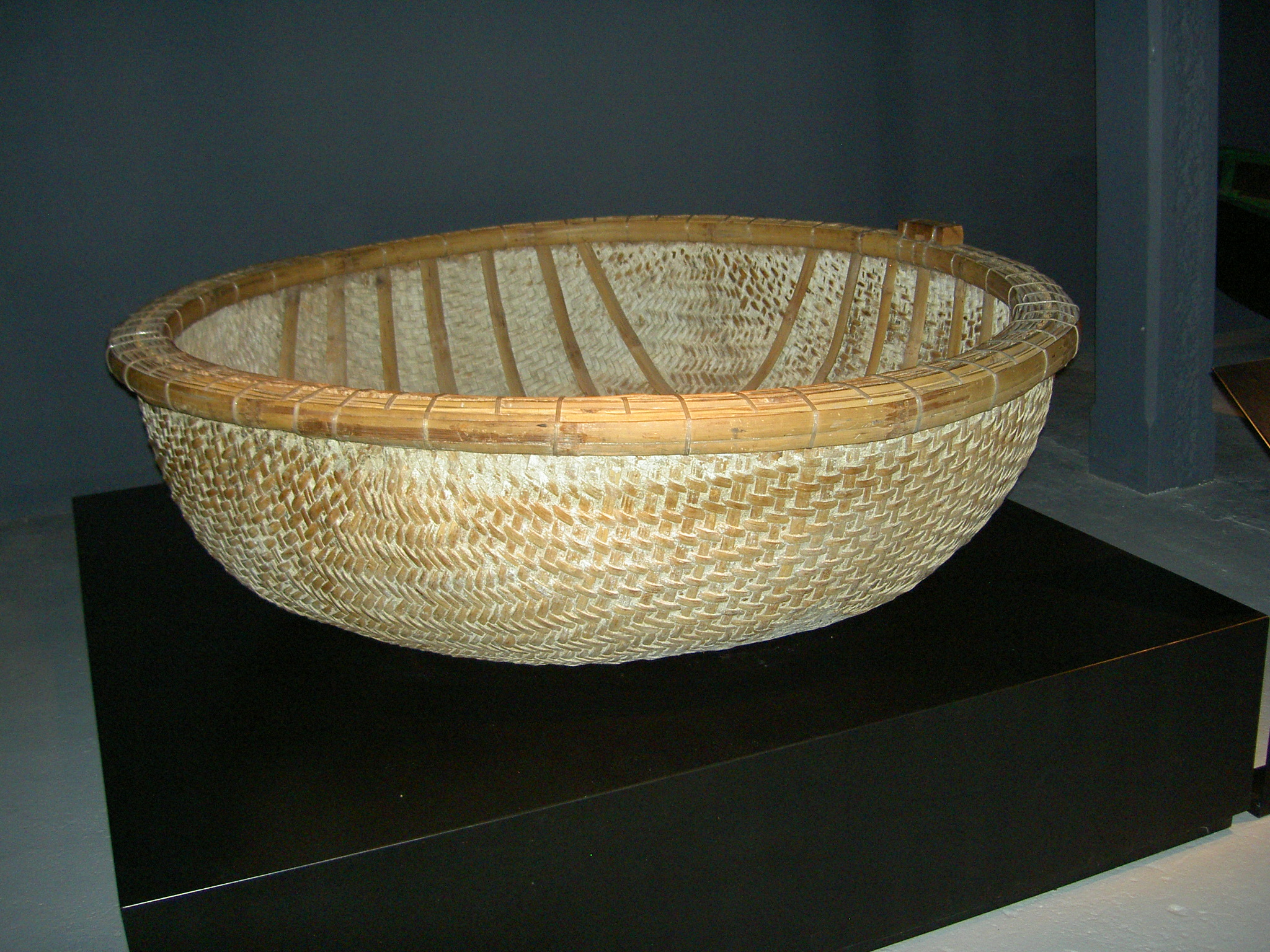
Một chiếc thuyền thúng được mới chụp ở Vũng Tàu năm 1994

Thuyền thúng có cấu tạo hình bán cầu như chiếc thúng, gồm phần thân chính đan bằng nan tre, phủ kín bằng phân bò, sau đó quét, dầu rái, hắc ín để ngăn ngấm nước. Vành thuyền  tròn đều, gia cố bằng lan tre lớn hoặc gỗ. Trong lòng thuyền gia cố bằng một kết cấu gỗ ở giữa đường kính cũng để làm chỗ ngồi.
Kích thước thuyền thúng có đường kính từ 1-2m.
Thuyền thúng không có động cơ hay buồm mà di chuyển bằng sức người với mái chèo.

## Lịch sử
Theo ghi chép, từ thời Nhà Đinh, Trần Ứng Long trong trận Đỗ Động Giang đã cho quân chặt che làm thuyền thúng như một phương tiện cơ động phục vụ chiến đấu.. Tuy nhiên những chiếc thuyền thúng hiện nay có lẽ được phát triển mạnh từ thời Pháp thuộc, khi thực dân Pháp đánh thuế cao với nghề đi biển, họ đã chế ra chiếc thuyền thúng để tránh quy định về thuyền của thực dân Pháp nhằm tránh thuế.

## Ứng dụng

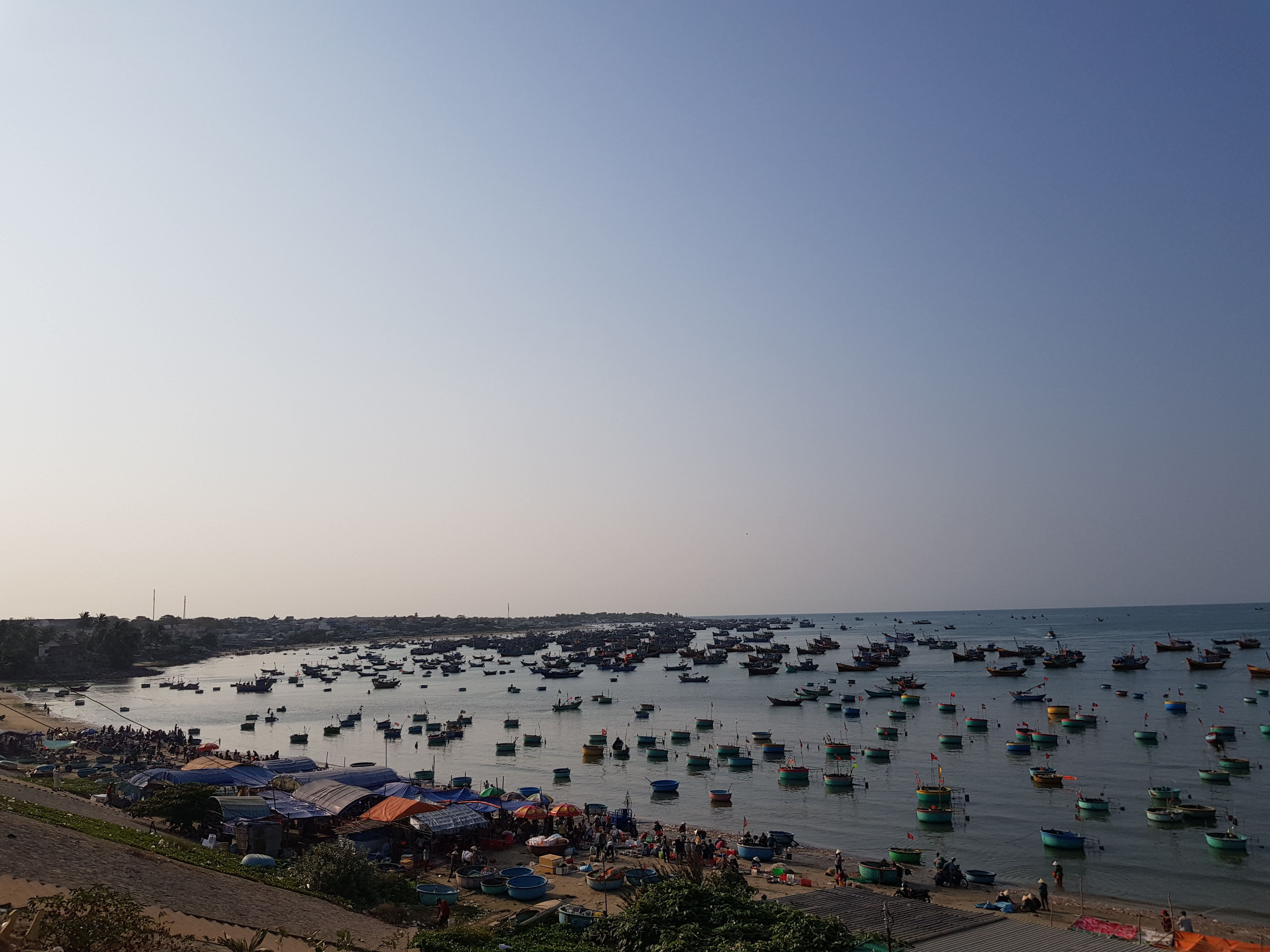
Làng chài Mũi Né với rất nhiều thuyền thúng trên bờ và dưới biển

Thuyền thúng rất phổ biến ở các tình miền Trung Việt Nam để đánh bắt hải sản, di chuyển gần bờ như câu mực nhảy ở Cửa Lò. Có một số lễ hội và hoạt động tham quan trải nghiệm sử dụng thuyền thúng như Lễ hội đầm Ô Loan, Các lễ hội gắn với tục Thờ cá Ông ở miền Trung Việt Nam, Du lịch Rừng dừa bảy mẫu Hội An, Kỳ Co Quy Nhơn.

## Trong văn hóa đại chúng
Thuyền thúng là vật dụng quen thuộc, gắn bó gần gũi với đời sống người dân lao động, xuất hiện trong nhiều thơ ca dân gian.
- Anh tiếc cái thuyền thúng mà chở đò ngang

Để cho thuyền ván nghênh ngang giữa dòng
- Anh chê thuyền thúng chẳng đi,

Anh đi thuyền ván có khi gập ghềnh
Ba chìm bảy nổi lênh đênh
- Em chê thuyền ván chẳng đi,

Em đi thuyền thúng có khi trùng triềng
Có khi đổ ngả đổ nghiêng
- Trách chàng ăn ở chấp chênh

Em như thuyền thúng lênh đênh giữa dòng
May ra trời lặng nước trong
Chẳng may bão táp cực lòng thiếp thay
Công thiếp vò võ đêm ngày
Mà chàng ăn ở thế này chàng ôi
Thiếp như hoa đã nở rồi
Xin chàng che lấy mặt trời cho tươi.

## Trên thế giới

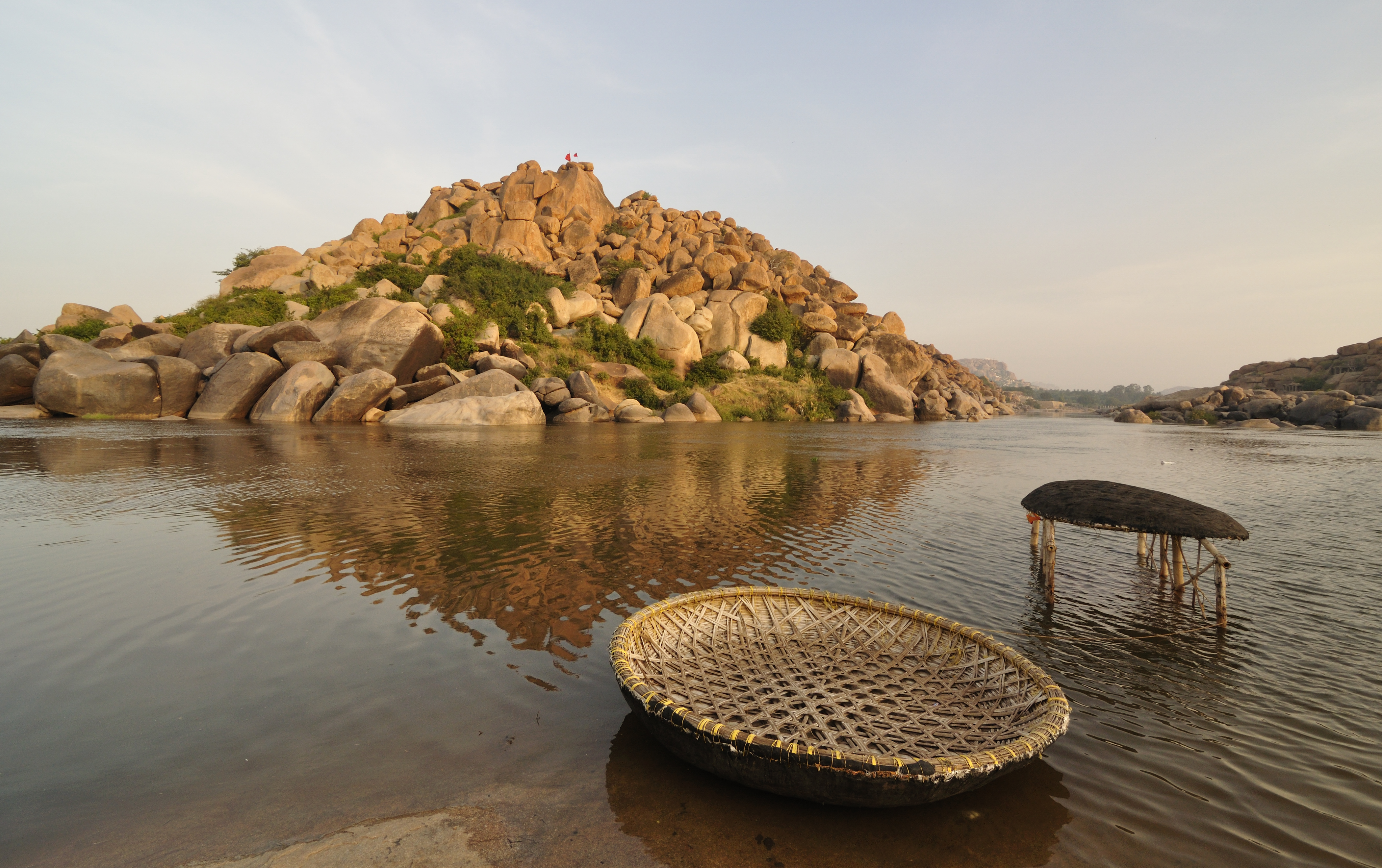
Hai chiếc thuyền thúng trên Sông Tungabhadra. Những chiếc thuyền này rất ổn định và có thể mang theo 10-15 người một cách dễ dàng. Điều hướng không phải là khó khăn nhưng nó đòi hỏi kỹ năng đặc biệt là khi đi ngược dòng. Là một phần của lối sống địa phương ở Hampi, Karnataka và là một đặc điểm thu hút khách du lịch

Dạng thuyền với kết cấu tương tự như thuyền thúng xuất hiện ở nhiều vùng sông nước trên thế giới. Chất liệu làm thuyền có thể khác một chút, từ gỗ, da, xương động vật.
Ở Ấn Độ, thuyền thúng (tiếng Tamil: பரிசல் parisal; tiếng Kannada: ಹರಗೋಲು, ತೆಪ್ಪ, aragōlu) thường thấy ở sông Kaveri  Tungabhadra Nam Ấn Độ.
Thổ dân châu Mỹ có thuyền Bull boat bọc bằng da bò.
Ở xứ Wales, có loại thuyền tương tự gọi là Coracle.

## Hình ảnh

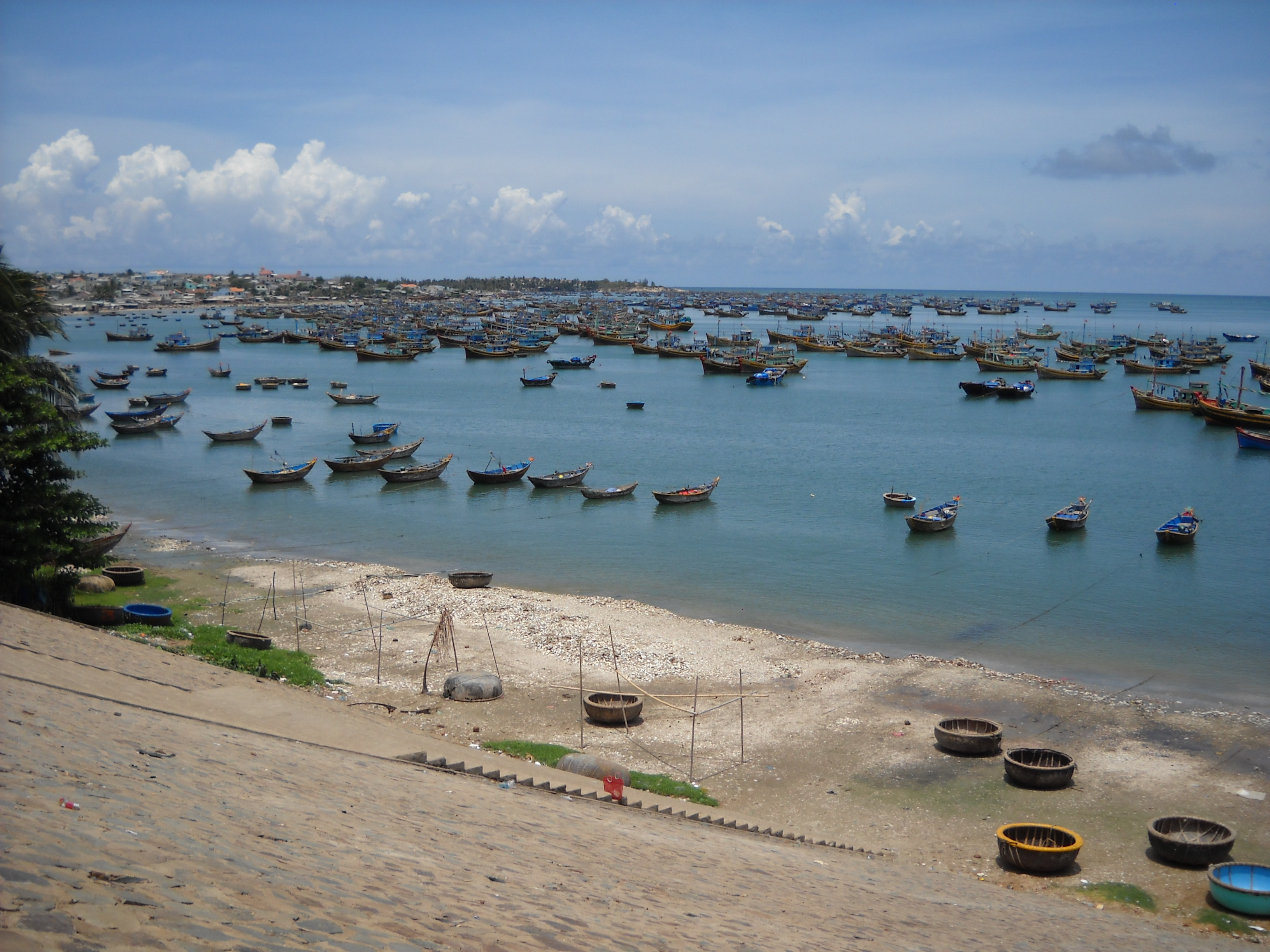
Thuyền thúng ở Mũi Né
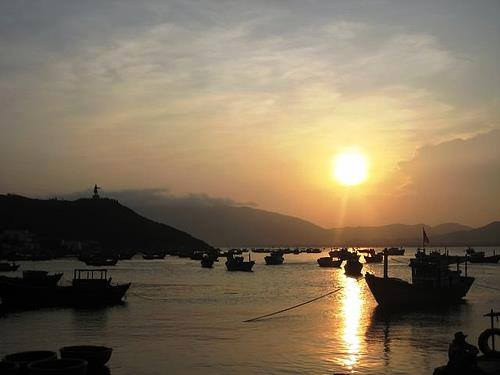
Thuyền thúng ở làng chài Hải Minh, Quy Nhơn
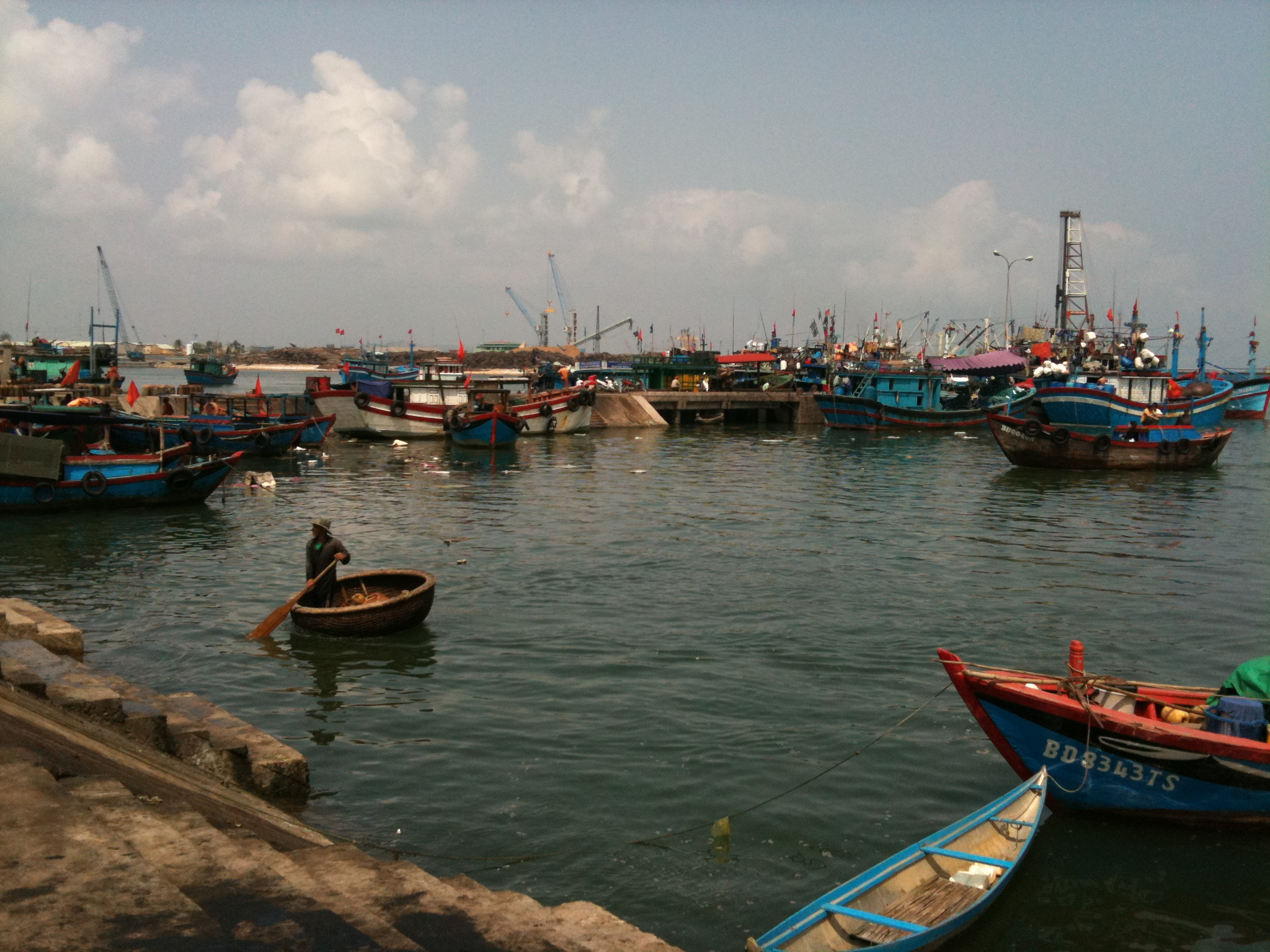
Thuyền thúng ở cảng Quy Nhơn
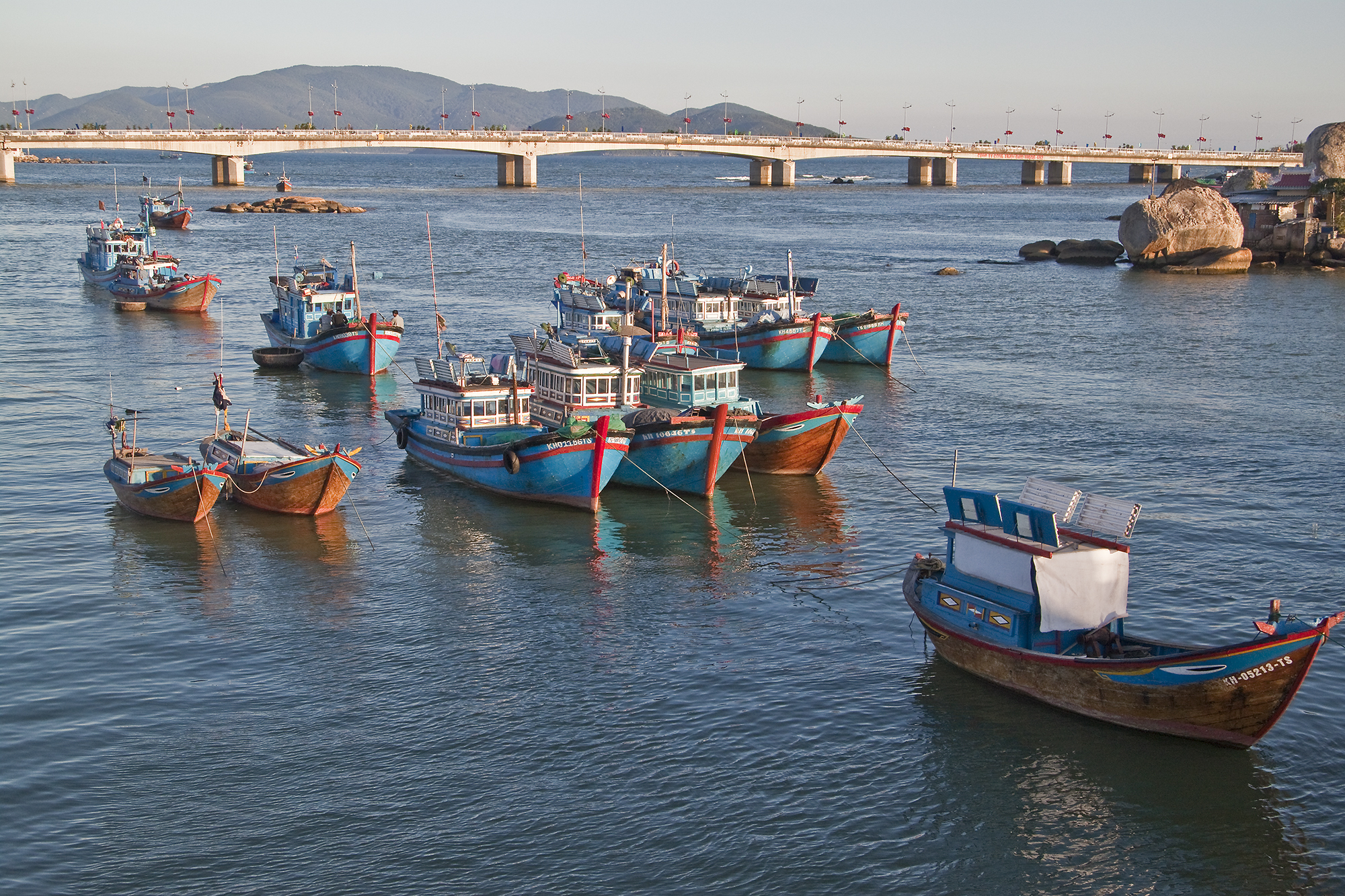
Một chiếc thuyền thúng bên mạn các thuyền trên sông Cái, Khánh Hòa
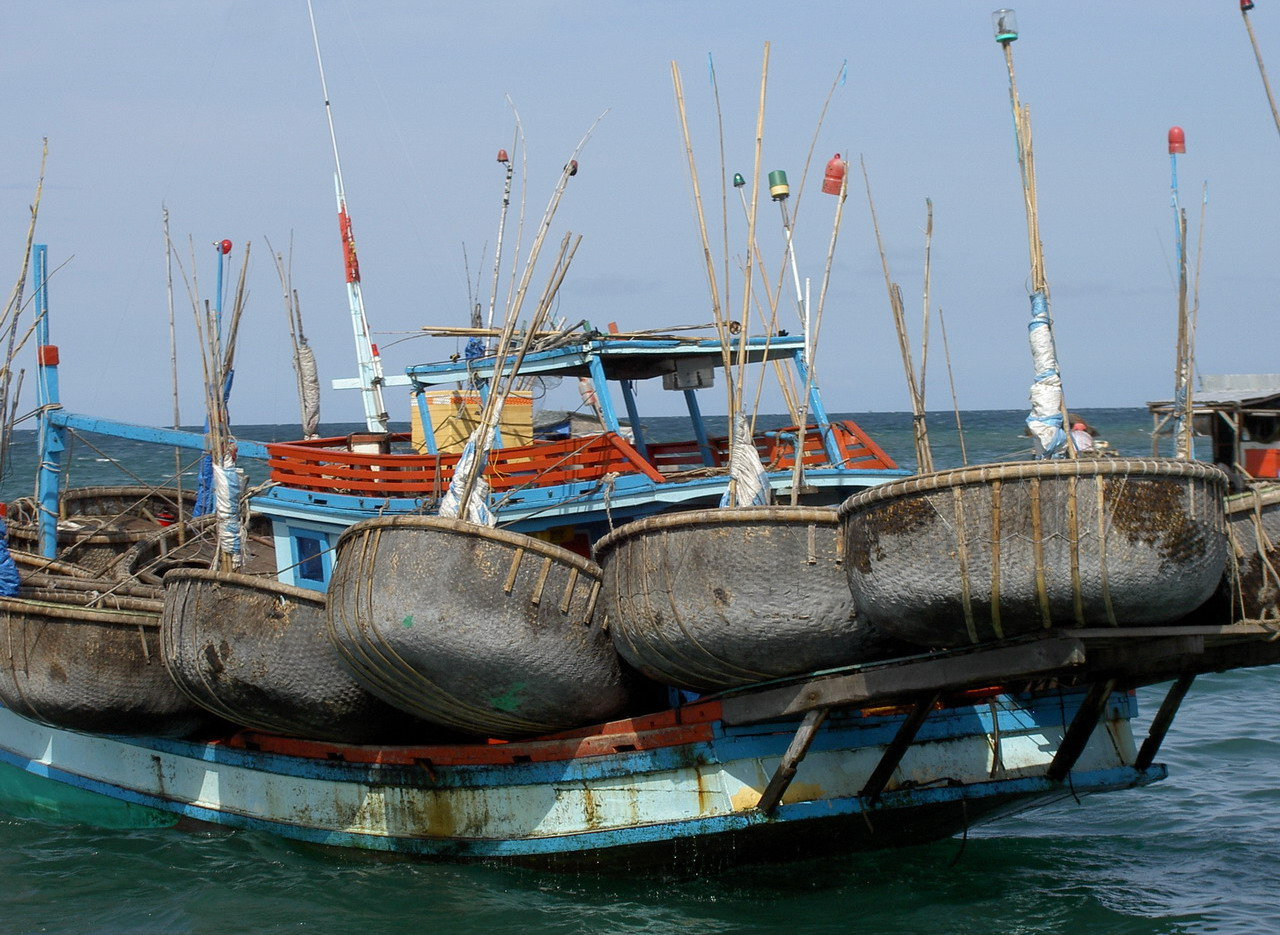
Thuyền thúng đánh bắt Hải Sản ở Phú Quốc
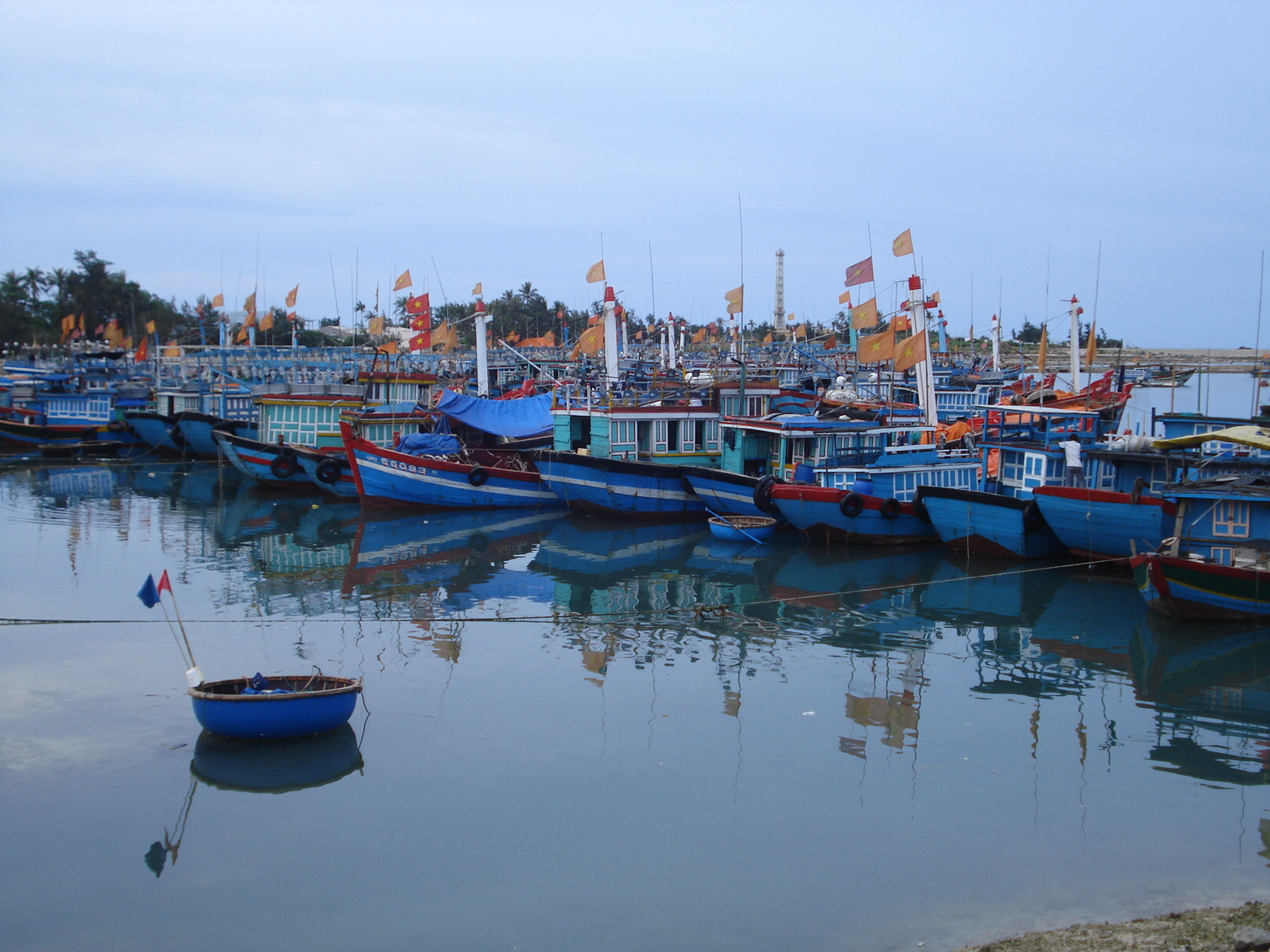
Thuyền thúng ở đảo Lý Sơn
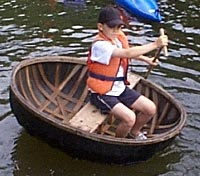
Thuyền thúng trên sông Severn nước Anh
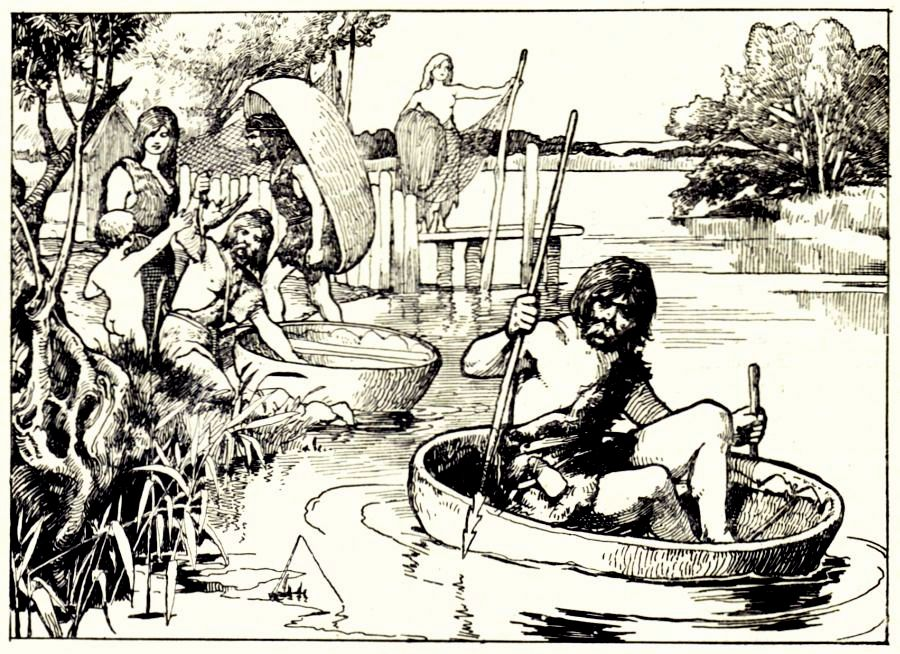
Hình ảnh chiếc thuyền thúng trong cuốn "Cassell's History of England, Vol. I", nước Anh
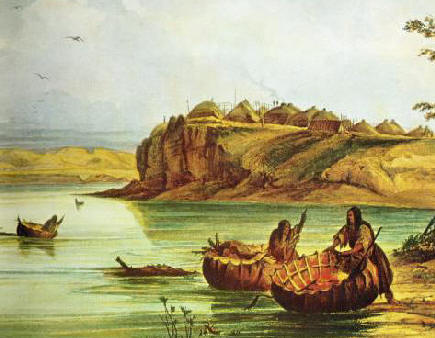
Thuyền Bull boat của thổ dân da đỏ châu Mỹ
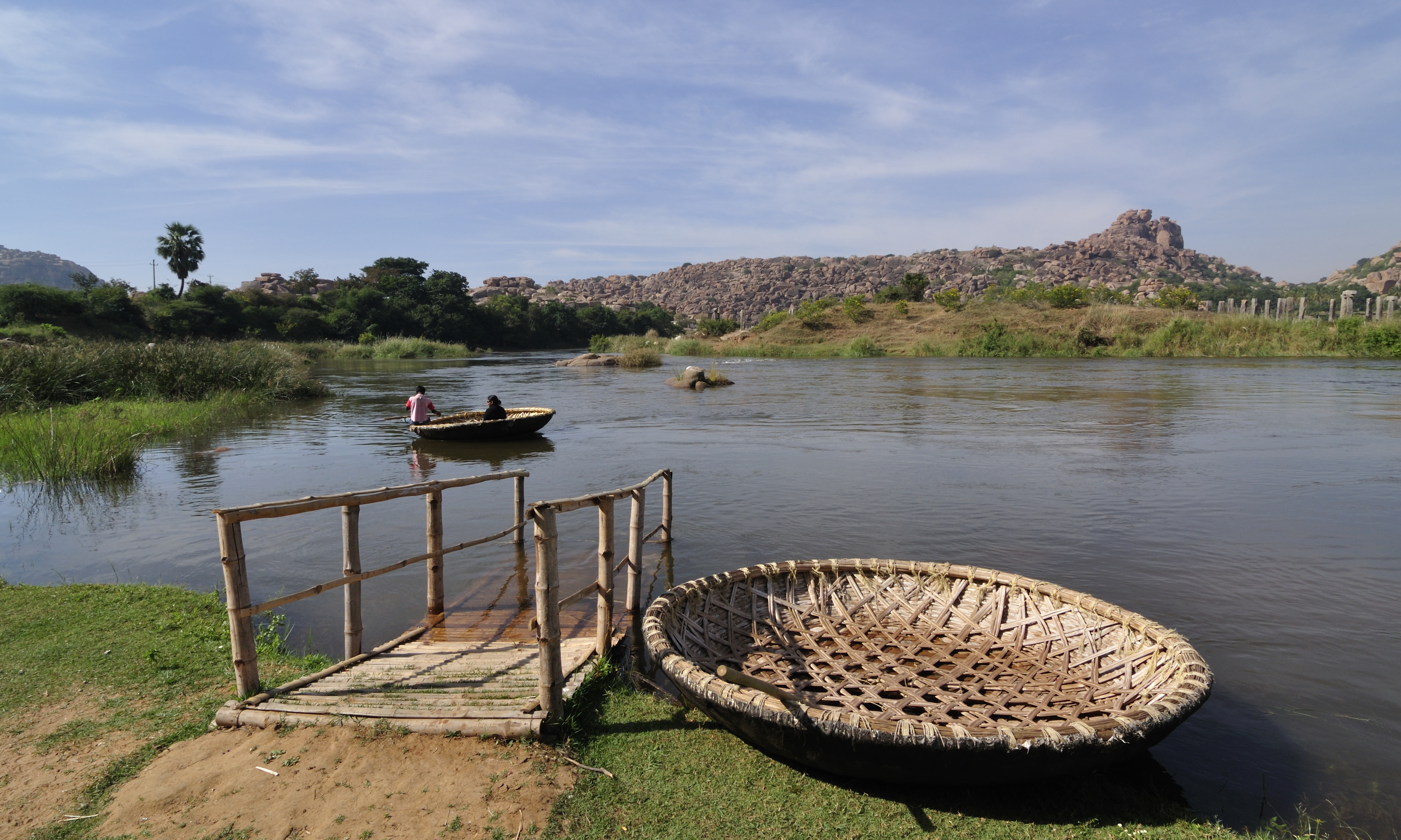
Thuyền thúng trên sông Tungabhadra, Ấn Độ
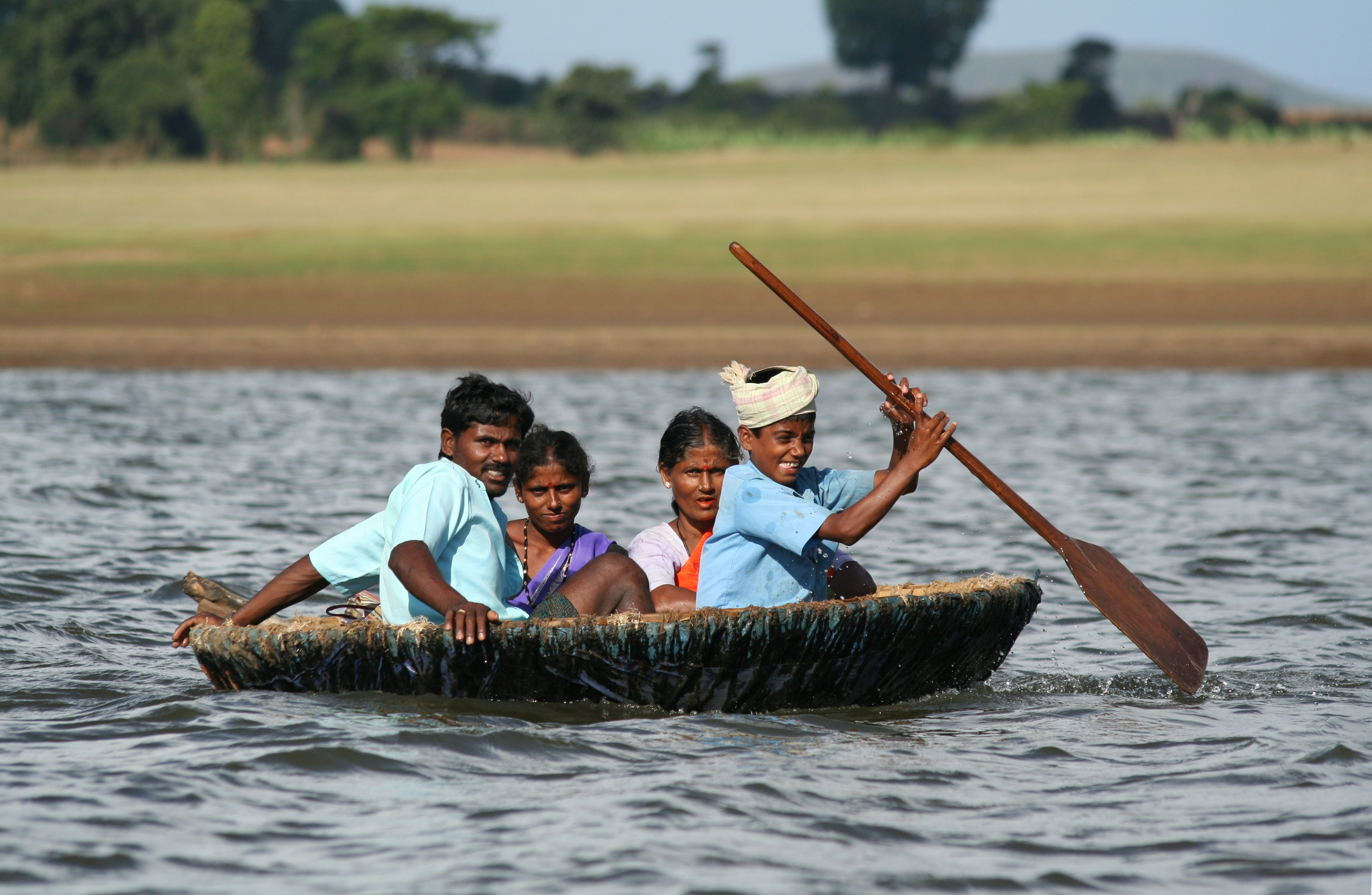
Chèo thuyền thúng trên sông Kabini, Ấn Độ
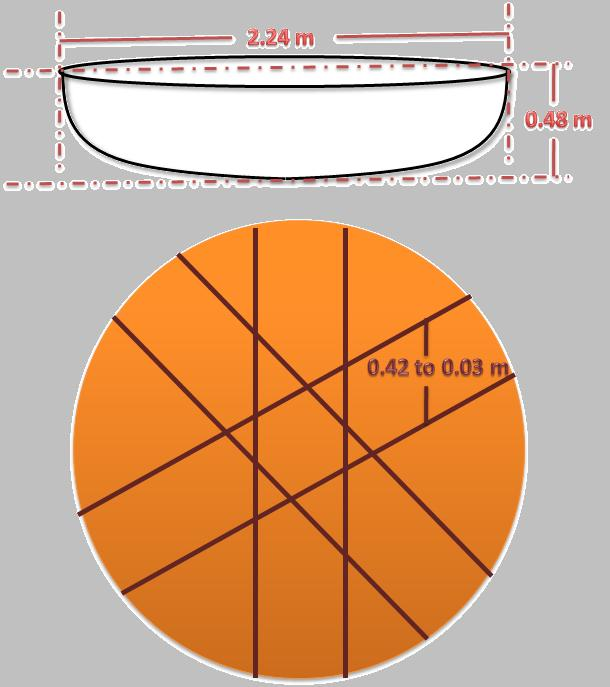
Minh họa hình dạng kích thước một chiếc thuyền thúng, Ấn Độ
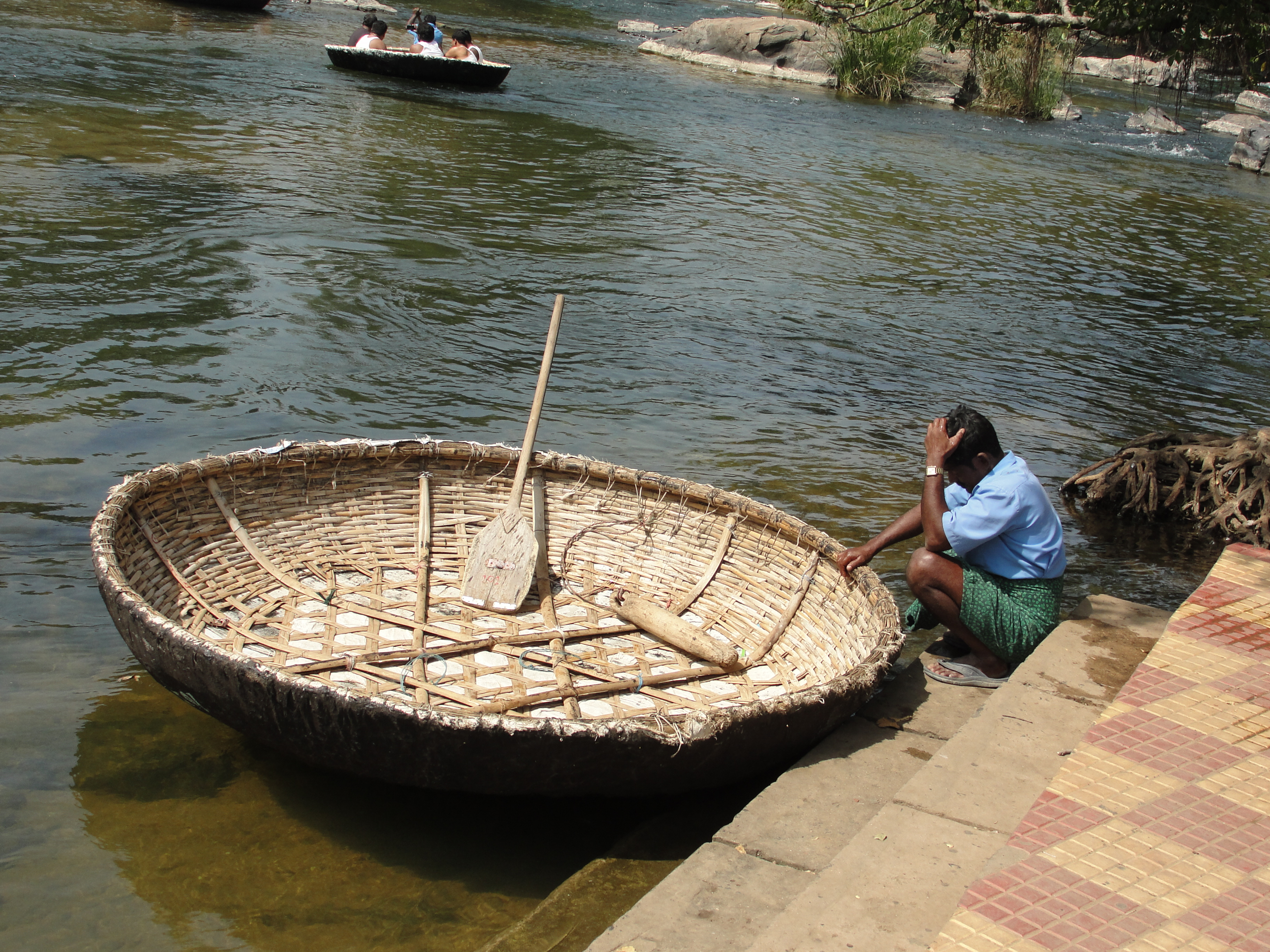
Thuyền thúng ở  Dharmapuri, Tamil Nadu, Ấn Độ
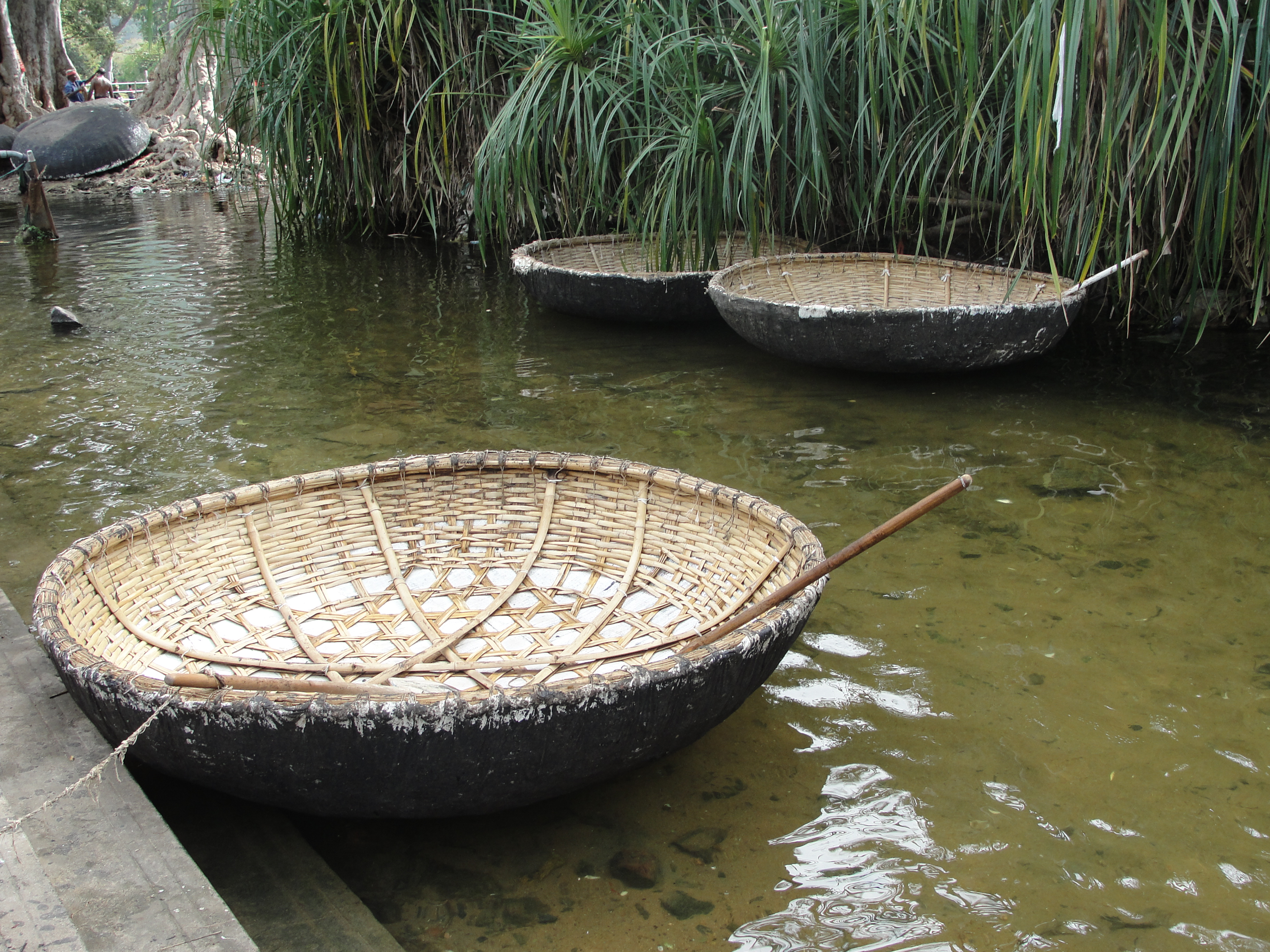
Thuyền thúng ở  Dharmapuri, Tamil Nadu, Ấn Độ
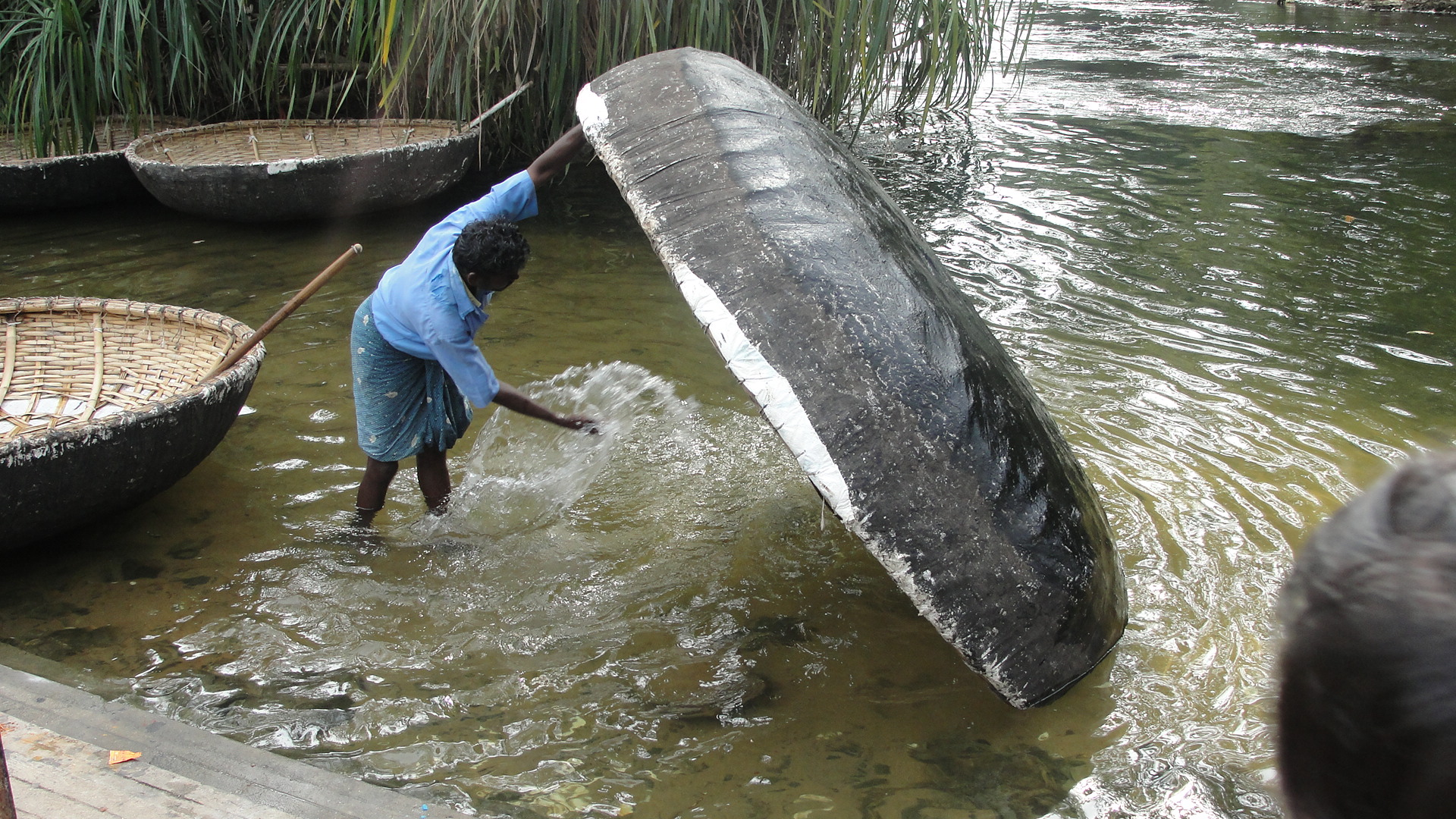
Thuyền thúng ở Châu Phi